# Труфанова, Прасковья Тихоновна
Прасковья Тихоновна Труфанова (1918—1997) — трактористка, Герой Социалистического Труда (1966).

## Биография
Прасковья Труфанова родилась 26 октября 1918 года в селе Сысоево-Александровское (ныне — Сальский район Ростовской области).
С 1934 года работала прицепщицей в колхозе «Ленинец», а в 1936 году, окончив курсы комбайнёров, работала по специальности.
В годы Великой Отечественной войны, когда муж Труфановой ушёл на фронт, она заменила его собой в качестве трактористки и успешно справлялась со всеми возложенными на неё обязанностями. Позднее руководила механизированным звеном по выращиванию сахарной свеклы и кукурузы. Продолжала работать на тракторе и после окончания войны. В 1965 года она добилась рекордного урожая — 16 центнеров риса с каждого из засеянных гектаров, вдвое превысив норму.
Указом Президиума Верховного Совета СССР от 23 июня 1966 года за «успехи в увеличении производства и заготовок пшеницы, ржи и других зерновых и кормовых культур и высокопроизводительное использование техники» Прасковья Труфанова была удостоена высокого звания Героя Социалистического Труда с вручением ордена Ленина и медали «Серп и Молот».
Активно занималась общественной деятельностью, избиралась депутатом ряда выборных органов. Проживала в селе Кручёная Балка Сальского района Ростовской области. 
Скончалась 13 сентября 1997 года.

## Награды
- Почётный гражданин Сальска и Сальского района.
- Была также награждена рядом медалей[1].